# Vườn quốc gia Gunung Ledang
Vườn quốc gia Gunung Ledang là một vườn quốc gia nằm ở quận Tangkak, bang Johor, Malaysia. Tại đây có đỉnh núi Ophir cáo 1.276 mét. Được thành lập vào năm 2005, bây giờ vườn quốc gia này là một trong những mục tiêu đi bộ đường dài nổi tiếng nhất ở Malaysia.